# Улица (фильм)
«Улица» (нем. Die Straße) — немецкая фантасмагорическая драма 1923 года режиссёра Карла Грюне. Премьера фильма состоялась 29 ноября 1923 года.

## Сюжет
Уставший от повседневности и обыденности, от ежедневных привычек и обязанностей, от однообразного супа, который готовит жена, чтущий закон мещанин выходит на улицу. На улице героя за всеми углами и поворотами поджидают пороки, обман и преступление. Обвинённый в убийстве герой попадает в тюрьму. Готовому покончить уже жизнь самоубийством герою сообщают о сложившемся недоразумении и отпускают. Герой возвращается домой как раз в момент когда жена накрывает на стол и ставит на него суп. Жизнь героя приобретает прежний ритм, а желание выйти на улицу начисто отпадает.

## В ролях
- Eugen Klöpfer — главный герой
- Lucie Höflich — жена главного героя
- Макс Шрек — слепой человек
- Леонард Хаскель — джентльмен